# ماركوس كارل
ماركوس كارل (بالألمانية: Markus Karl)‏ (14 فبراير 1986 بفيلسبيبورغ في ألمانيا - ) هو لاعب كرة قدم ألماني في مركز الوسط. شارك مع منتخب ألمانيا لكرة القدم تحت 18 سنة ومنتخب ألمانيا تحت 19 سنة لكرة القدم. أما مع النوادي، فقد لعب مع إنغولشتات 04 وغرويتر فورت ونادي ساندهاوزن ونادي كايزرسلاوترن ونادي هامبورغ ويونيون برلين ونادي هامبورغ 2 ‏.

## وصلات خارجية
- ماركوس كارل على موقع قاعدة بيانات كرة القدم.إي يو (الإنجليزية)
- ماركوس كارل على موقع بيانات كرة القدم. دي إي (الألمانية)
- ماركوس كارل على موقع Soccerway.com (الإنجليزية)
- ماركوس كارل على موقع عالم كرة القدم.نت (الإنجليزية)